# Districte de Căușeni
El districte de Căușeni (en romanès Raionul Căușeni) és una de les divisions administratives de la República de Moldàvia. La capital és Căușeni. Una altra ciutat important és Căinari. L'u de gener de 2005, la població era de 90.600 habitants.